# Pleistodontes schizodontus
Pleistodontes schizodontus är en stekelart som beskrevs av Lopez-vaamonde, Dixon och Cook 2002. Pleistodontes schizodontus ingår i släktet Pleistodontes och familjen fikonsteklar. Inga underarter finns listade i Catalogue of Life.